# Bobby Grim
Robert Harold „Bobby“ Grim (* 4. September 1924 in Coal City, Indiana; † 14. Juni 1995 in Indianapolis, Indiana) war ein US-amerikanischer Autorennfahrer.

## Karriere
Bobby Grim startete in seiner Karriere zweimal bei den 500 Meilen von Indianapolis, die von 1950 bis 1960 als Weltmeisterschaftslauf der Formel 1 gewertet wurden. Bei seinem ersten Start 1959 schied er auf einem Kurtis Kraft 500G-Offenhauser in Runde 85 mit einem Kolbenschaden aus. 1960, wieder in Indianapolis, diesmal auf einen Meskowski-Offenhauser, erreichte er mit einem Rückstand von sechs Runden auf den Sieger Jim Rathmann Rang 16.